# Ланіель
Ланіель (Lanioturdus torquatus) — вид горобцеподібних птахів прирітникових (Platysteiridae).

## Поширення
Вид поширений на південному заході Анголи та північному заході і центрі Намібії. Мешкає у посушливих скребах з переважанням акації.